# Poppo II. (Istrien)
Graf Poppo II. (* um 1065; † 1098/1101?/1103?) aus dem Hause Weimar-Orlamünde war Markgraf von Istrien (1090–1093). Manche Quellen bezeichnen ihn auch als Markgrafen von (Unter-)Kärnten, Krain und der Mark an der Sann.

## Leben
Poppos Vater war Ulrich I. von Weimar-Orlamünde († 1070), seine Mutter Sophia von Ungarn, die Tochter König Bélas I.
Er heiratete Richgard († um 1130), Tochter von Engelbert I. von Spanheim († 1096). Poppo II. war Salier-Stütze und starb 1098 ohne männliche Nachkommen.

## Nachkommen
- Sophie von Istrien († 1132), ⚭ Berthold II. von Andechs († 1151)
- Hedwig (Hadwig) († 1162) „von Windberg“, 1. ⚭ Graf Hermann I. von Winzenburg († 1122), 2. ⚭ Graf Albert II. von Bogen († 1146)